# Джабраїлов Умар Алієвич
Умар Алієвич Джабраїлов (28 червня 1958 року, Грозний, Чечено-Інгушська АРСР, РРФСР, СРСР) — російський підприємець, державний діяч, меценат.
Голова опікунської ради Московського музею сучасного мистецтва, почесний академік Російської академії мистецтв, віце-президент «Творчого союзу художників Росії» (ТСХР, в 2015 році приєднано до Союзу художників Росії) по стратегічним і спеціальними проектами.
Представник у Раді Федерації Федерального збори РФ від виконавчого органу державної влади Чечні (2004—2009), заступник голови Комітету Ради Федерації з міжнародних справ (2004—2009).
Засновник і керівник Асоціації підприємців з розвитку бізнес-патріотизму «Аванті»

## Життєпис
Народився 28 червня 1958 року в Грозному (Чечено-Інгушська АРСР).
За національністю чеченець. Батька, Алі (Альві) Джабраїлов, було депортовано в Казахстан, після повернення до Чечні він був секретарем райкому комсомолу, працював у нафтопромисловому комплексі республіки, співробітничав у пресі, писав вірші. Мати — Румі Саракаєва. Крім Умара, в сім'ї є ще троє братів і дві сестри.
- 1973—1977 — навчання у пушно-міховому технікумі Росспоживсоюзу в Москві.
- 1977—1979 — служба у ракетних військах стратегічного призначення у Коростені, вступив до КПСС[6].
- 1979—1980 — слухач підготовчого факультету Московського державного інституту міжнародних відносин. 1980—1985 — студент там же. 1985 — c відзнакою закінмив МГІМО. Отримав вільний розподіл. 1986—1988 — лаборант МГІМО.
- 1988—1989 — працював інспектором-мистецтвознавцем у кооперативній галереї «Москва».
- 1989 — став працювати представником ряду іноземних компаній в Москві.[7]
- Перший капітал Джабраїлов заробив на так званих чеченських авізо, отримуючи гроші у Центробанка за неіснуючими банківськими ордерами: такі афери були поширені на початку 1990-х, коли для переказу коштів достатньо було телеграми з паролем.
- 1989—1994 — генеральний директор ТОТ «Данако». У грудні 1992 року заснував компанію «Данако», що володіє мережею заправок в Москві та області, та має контракт на поставку нафтопродуктів для державних підприємств. Заступник керівника компанії  молодший брат Умара — Хусейн.
- 1993 — Джабраїлов з колегою Гочею Аревадзе став власником магазину французької моди «Даната» у готелі «Славянский».
- 1994—2001 — перший заступник генерального директора російсько-американського підприємства «Інтурист-РадАмер» (готель і діловий центр). 1994 року познакомився з американським бізнесменом Полом Тейтумом, главою підприємства «Інтурист-РедАмер готель і діловий центр». Умар передав справи у Данако своєму брату й у липні 1994 року став першим заступником директора «Інтурист-РедАмер», на цім посту він зміг відстояти для компанії у Москоммайна готель «Славянский». 1996 року Пол Тейтум звинуватив Джабраїлова у намірі організувати замах на його. У листопаді того ж року його застрелили у подземном переході у Київському вокзалі. Причетність Джабраїлова встановити не удалось, але в'їезд до США йому заборонений.
- 1997 — переведений на посаду радника генерального директора комплексу «Редіссон Слов'янська».
- З грудня 1996 року — заступник генерального директора, директор з маркетингу і здачі в оренду ОАО «Манєжна площа».
- 21 лютого 2000 — кандидат на виборах президента Росії від ініціативної групи виборців «Сила розуму», незважаючи на кримінальну справу про підробку голосів за його висування. Згідно декларації, мав річний прибуток доход 8,66 млн рублів, квартиру площею 479,5 кв.[8] й автомобіль BMW 850[9].
- На виборах президента РФ 26 березня 2000 року зайняв останнє місце із 78 498 голосами виборців.
- 2001 — керівник ради директорів ОАО «Банк „Перша громада взаємного кредиту“».[10] З Умаром пов'язували вбивство віце-президента банка «Перше ОВК», колишнього головного бухгалтера «Плази» Людмили Красногер. За даними ГУБЕП, вона була проти афер Джабраїлова з акціями ряду московських банків, що могло призвести до банкрутства, і це поступово переросло в відкритий конфлікту між ними.
- 2001—2004 — президент ООО «Група Плаза». Компанії групи надають послуги з експлуатації й управлінню крупними об'єктами нерухомості. Серед таких об'єктів — офісні центри «Чайка Плаза — I» і «Чайка Плаза — II», «Смоленський пасаж», жилий комплекс «Кунцево».[11][12] Учасник «Групи Плаза» компанія «Міленіум» працює в області шоу-бізнесу. Цією компанією створено московський нічний клуб VI: RUS. Асоціація рекламних фірм «Тиха гавань» — дочірня структура «Плази» — спеціалізується на зовнішній рекламі в Москве. Асоціації належить 20 % щитового простору російської столиці.
- Січень 2004 — жовтень 2009 року — член Ради Федерації від виконавчого органу державної власті Чеченської республіки. Член комітету з економічної політику, підприємництва й власності, член комітету з міжнародних справ. 2004—2009 — заступник голови комітету.
- 2004 — провів хадж у Саудівську Аравію з президентом Чечні Ахматом Кадировим.
- У листопаді 2006 року — запропонував президенту Чечні Алу Алханову покинути посаду, він зробив це у лютому 2007 року, на його місце поставили Рамзана Кадирова.
- Брат Умара Хусейн Джабраїлов балотувався у президенти Чечні на 29 серпня 2004 року, але зняв кандидатуру. У жовтні 2006 року призначений заступником голови уряди Чечні, керував питаннями промисловості, економіки й енергетики, займав цю посаду до 2007 року.[13]
- 7 жовтня 2009 року Рада Федерації достроково припинила повноваження Умара як сенатора «на основі його заяви».[14][15] На йогопост призначено Сулеймана Геремєва.
- 2009 — захистив кандидатскую дисертацію у Російський академії державної служби, кандидат політичних наук
- [16]
- 2009—2013 — радник помічника президента РФ Сергія Приходько.

Був членом російської делегації в Парламентській асамблеї Ради Європи.
Член партії Єдина Росія до 2017 року. 5 грудня 2017 року Джабраїлов був виключений з партії «згідно з пунктом статуту партії за дії, що дискредитують партію і завдають шкоди її політичним інтересам». Виняток пов'язаний зі вступом в силу судового рішення за справою про хуліганство, влаштованому Джабраїловим в стані сп'яніння 29 серпня 2017 року в готелі Four Seasons.
Дійсний член Російської Академії природничих наук.

## Кримінальна справа та адміністративне порушення
30 серпня 2017 року Джабраїлов був затриманий поліцією в московському готелі «Four Seasons» за звинуваченням у хуліганстві, після того як у своєму номері відкрив вогонь з нагородного пістолета. Ввечері 30 серпня поліцейські відпустили Джабраїлова під підписку про невиїзд. За даними МВС, Джабраїлов влаштував стрілянину в готелі, в його номері знайшли діри в стелі і білий порошок. Трохи пізніше Джабраїлов заявив, що стрілянина пов'язана зі станом його нервової системи і колишніми контузіями під час бойових дій у Чечні.
За фактом стрілянини порушено кримінальну справу про хуліганство (ст. 213 КК).
Обставини події були наступні. Бізнесмен замовив вечерю в номер, але замість офіціанта їжу йому привезла прибиральниця. Джабраїлова це образило і, діставши пістолет, він почав стріляти в стелю, вимагаючи викликати начальство. Поліцейські і співробітники служби безпеки піднялися на шостий поверх, де вийшов з ліфта озброєний постоялець. Двері номера 633 їм відкрив чоловік, який тримав спрямований у підлогу пістолет. Коли поліцейські попросили його покласти зброю, той сказав: «Без бою не здамся». Після повторного прохання Джабраїлов поклав пістолет на підлогу, поліцейські увійшли в номер і одягли на нього наручники. В стелі номери наряд виявив отвори від пострілів.
Пояснюючи походження зброї, затриманий надав поліцейським дозвіл на право зберігання і носіння бойового пістолета Яригіна, яким він був нагороджений наказом колишнього глави МВС Рашида Нургалієва. Постріли в стелю бізнесмен пояснив своєю прикрою помилкою. За його версією, відпочиваючи в своєму номері, він вирішив перевірити пістолет, яким за кілька років жодного разу не скористався, а оскільки досвіду поводження зі зброєю у нього взагалі не було, зробив кілька випадкових пострілів вгору.
З місця події оперативники вилучили стріляні гільзи, кулі і цільні патрони, що залишилися в магазині зброї. Всі вони були направлені на експертизу, яка має встановити, чи використовував Джабраїлов боєприпаси, що входять в комплект нагородної зброї, чи інші. Справа в тому, що штатні патрони видаються разом з пістолетом і їх кількість, марка і серійні номери заносяться у спеціальну накладну, яку власник зобов'язаний зберігати разом з дозволом. При використанні іншого боєкомплекту господар нагородного пістолета може понести відповідальність за незаконний обіг патронів (ст. 222 КК РФ). Втім, джерела близькі до оточення бізнесмена, стверджують, що у нього був повний комплект штатних боєприпасів.
Поліцейське слідство кваліфікувало інцидент в готелі за ст. 213 КК РФ — «хуліганство, скоєне в громадському місці. В оточенні бізнесмена вважають, що ця версія слідства не відповідає обставинам події. Постріли, на їх думку, були зроблені випадково, та до того ж не в „громадському місці“. Номер у готелі, згідно з цивільним законодавством, нібито є тимчасовим місцем проживання орендував його громадянина. Таким чином, Джабраїлов, швидше за все, відбудеться адміністративним покаранням. Зброя Джабраилову швидше за все доведеться повернути в МВС, а поки пістолет вилучено наслідком як речовий доказ.
27 жовтня 2017 року Джабраїлов визнаний судом винним за частиною 1 статті 6.9 КоАП РФ (споживання наркотичних засобів або психотропних речовин без призначення лікаря або нових потенційно небезпечних психоактивних речовин). Визначено покарання у вигляді штрафу в розмірі 4000 рублів.
22 листопада 2017 року в ході засідання Тверського суду Москви Джабраїлов визнав свою провину в хуліганстві із застосуванням зброї.

## Громадська діяльність
Голова Російсько-Катарської ділової ради.
Допомагає громадському руху „Російська ісламська спадщина“.
Організатор молодіжного руху „Сила“, як відгалуження від „Сили розуму“. Ідейний натхненник і голова опікунської ради молодіжного руху «Сила»
Засновник і керівник Асоціації підприємців з розвитку бізнес-патріотизму «Аванті»
Виступав з ініціативою щодо збереження пам'ятників радянської спадщини в Україні та транспортування їх на територію Росії

## Нагороди
- Почесна грамота Ради Федерації[30].

## Захоплення
В хороших стосунках з відомими італійськими та російськими дизайнерами і художниками.
До числа захоплень Умара Джабраїлова входить колекціонування творів мистецтва, у тому числі картин російських художників.

## Особисте життя
Дві доньки від першого шлюбу — Даната і Альвіна, які проживають з матір'ю в Монте-Карло..
Одружений.
У різний час йому приписували романи з Шерон Стоун, Ксенією Собчак, Наомі Кемпбелл.